# Chápan středoamerický
Chápan středoamerický (Ateles geoffroyi), známý též pod názvem Geoffroyův, je velká opice obývající tropické deštné lesy a území mangrovových bažin v Mexiku, Guatemale, Belize, Nikaragui, Kostarice, Hondurasu a Panamě.

## Popis
Chápan středoamerický má stejně jako ostatní chápani zvláště dlouhé přední i zadní končetiny, štíhlé tělo, malou hlavu a silný, 63–84 cm dlouhý ocas. Na délku dosahuje až 63 cm a váží kolem 7,5–9 kg. Má dlouhou, měkkou srst, černé ruce, hlavu a zadní končetiny a obličejovou masku z bledé kůže kolem očí a čenichu. Břišní strana těla a vnitřní strana končetin bývá obvykle světlejší, nejčastěji bílá. Ruce s dlouhými černými prsty bez palců mají funkci jakýchsi háků.

## Chování
Je to velice čiperná a obratná opice, která patří k vůbec nejobratnějším stromovým primátům. Při lezení v korunách stromů používá svůj dlouhý ocas jako „pátou končetinu“. Žije v menších skupinkách, které se jednou ročně seskupují, přičemž jsou obvykle tvořeny méně jak 30 kusy, zaregistrovány však byly i skupiny s více než 100 kusy. Za potravou, kterou tvoří především ovoce, květy, ořechy, semena, hmyz nebo vejce, se vydává brzy ráno, přes den většinou odpočívá. Pokud spatří nebezpečí, vydá štěkavý zvuk, po kterém všichni členové skupin doslova zmizí v korunách stromů.
Samice rodí po 226 až 232 denní březosti jediné mládě, které se několik prvních týdnů drží matčiny srsti a je zavěšeno na jejím břiše. Samci dosahují pohlavní dospělosti ve věku pěti let, samice o rok dříve. V zajetí se může dožít i více než 30 let, v přírodě se průměrná délka života výrazně liší.

## Ohrožení
Chápan středoamerický je hojně loven místními domorodci pro své maso. Ohrožuje jej i hromadná ztráta přirozeného biomu. K životu totiž potřebuje rozsáhlé lesy, které v důsledku plenění stále mizí. V posledním dvacetiletí však jeho početnost výrazně stoupla a v Červeném seznamu IUCN byl v roce 1996 přeřazen z kategorie zranitelných druhů až do kategorie málo dotčených druhů. V CITES jej nalezneme v příloze I.

## Poddruhy
U chápana středoamerického rozeznáváme celkem 10 poddruhů:
- Ateles geoffroyi azuerensis – kriticky ohrožený poddruh obývající Panamu.[3]
- Ateles geoffroyi vellerosus – chápan středoamerický mexický[4] – kriticky ohrožený poddruh dříve obývající rozsáhlé území El Salvadoru, Guatemaly, Hondurasu a Mexika.[5]
- Ateles geoffroyi frontatus – málo dotčený poddruh obývající Kostariku a Nikaraguu.[6]
- Ateles geoffroyi ornatus – chápan středoamerický panamský[4] – ohrožený poddruh obývající Kostariku.[7]
- Ateles geoffroyi rufiventris – zranitelný poddruh obývající Kolumbii a Panamu.[8]
- Ateles geoffroyi fusciceps – kriticky ohrožený poddruh obývající Ekvádor.[9]
- Ateles geoffroyi grisescens – ohrožený poddruh obývající Kolumbii a Panamu.[10]
- Ateles geoffroyi panamensis – ohrožený poddruh obývající Kostariku a Panamu.[11]
- Ateles geoffroyi yucatanensis – chápan středoamerický jukatánský[4] – zranitelný poddruh obývající Belize, Guatemalu a Mexiko.[12]
- Ateles geoffroyi geoffroyi – málo dotčený poddruh obývající Kostariku a Nikaraguu.[13]

## Chov vzoo
Chápan středoamerický se chová v zoologických zahradách a parcích po celém světě. V rámci Evropy se však jedná jen o něco přes deset zařízení.
V Česku jej dlouhodobě chovala pouze Zoo Praha. V lednu 2019 byla tři zvířata (samec a dvě samice) z Prahy převezena do Zoo Děčín, která se tak stala druhou zoo v Česku.

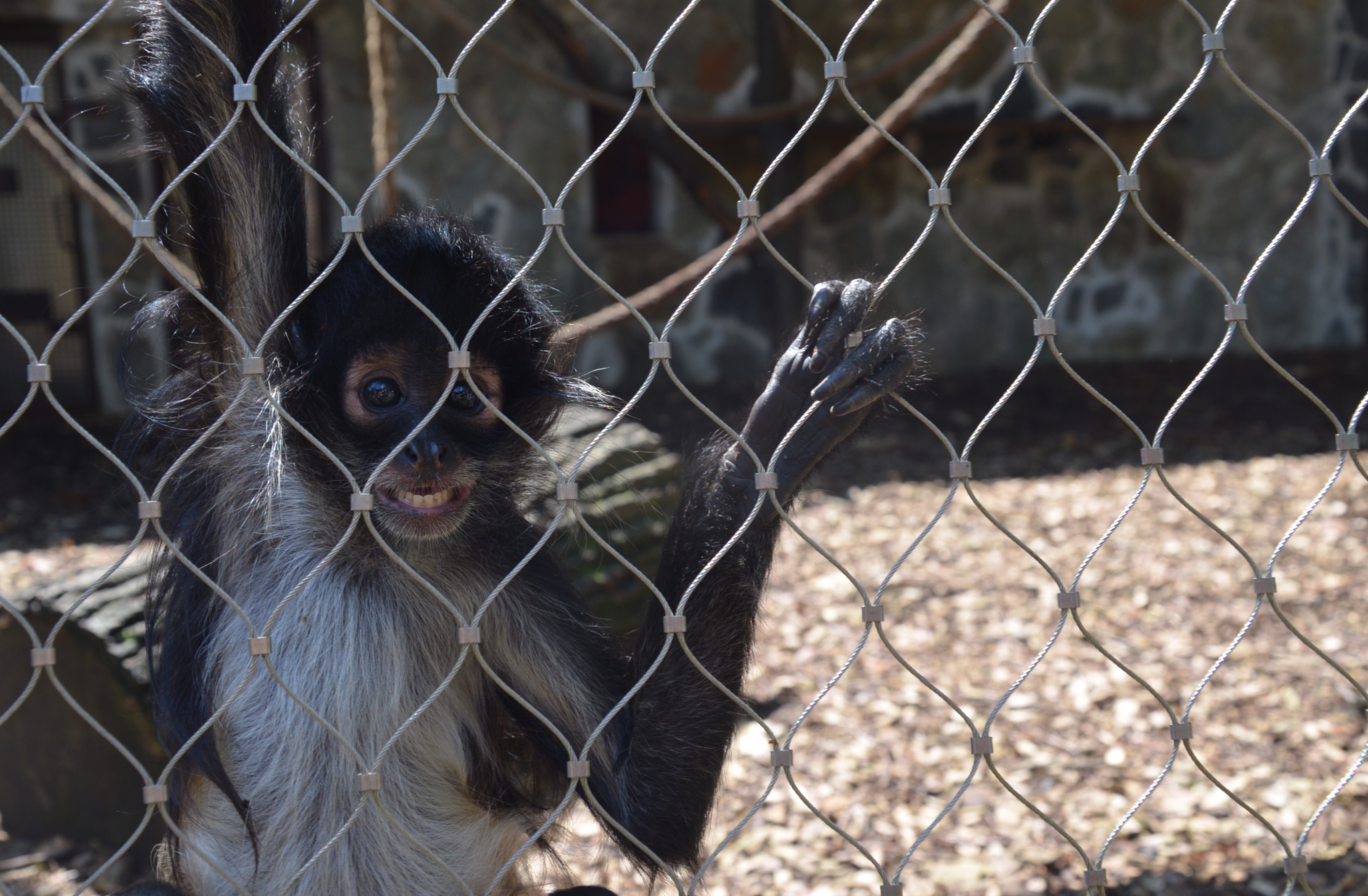
Mládě chápana středoamerického mexického v Zoo Děčín

Dříve chápany středoamerické chovala také Zoo Zlín (známá též pod názvem Lešná).

### Chov vZoo Praha
V Zoo Praha jsou chováni chápani středoameričtí mexičtí (Ateles geoffroyi vellerosus). Pražská zoo je jedním ze dvou evropských zařízení s tímto poddruhem a jediná, která jej rozmnožuje. Současná skupina vznikla v roce 2005 příchodem zvířat z Guatemaly. První mládě se podařilo odchovat o dva roky později (2007). Do léta 2018 se narodilo 7 mláďat tohoto kriticky ohroženého primáta. V květnu 2017 bylo hercem Janem Potměšilem pokřtěno mládě, které dostalo jméno Teila. Jméno vybírala veřejnost v rámci hlasování na Facebooku, kde se sešlo na 17 tisíc hlasů.
Ke konci roku 2017 bylo v zoo chováno 8 jedinců (2 samci a 6 samic). V lednu 2019 opustili skupinu tři jedinci, kteří zamířili do Zoo Děčín.
V srpnu 2020 se narodilo samici Talule v pořadí již šesté mládě, otcem je samec Benji. V historii pražského chovu jde o osmé mládě. Chovatelé tuto samičku pojmenovali Tianna. V září roku 2022 se narodilo další mládě samci Benji jménem Tiko. Chovná skupina sídlí v jedné z ostrovních expozic v rámci celku Vodní svět a opičí ostrovy, a to od roku 2005, kdy byl tento expoziční areál ve spodní části vystavěn.

Příběh ohrožení a ochrany tohoto primáta připomíná Zoo Praha v rámci kampaně Vzácní a jedineční.

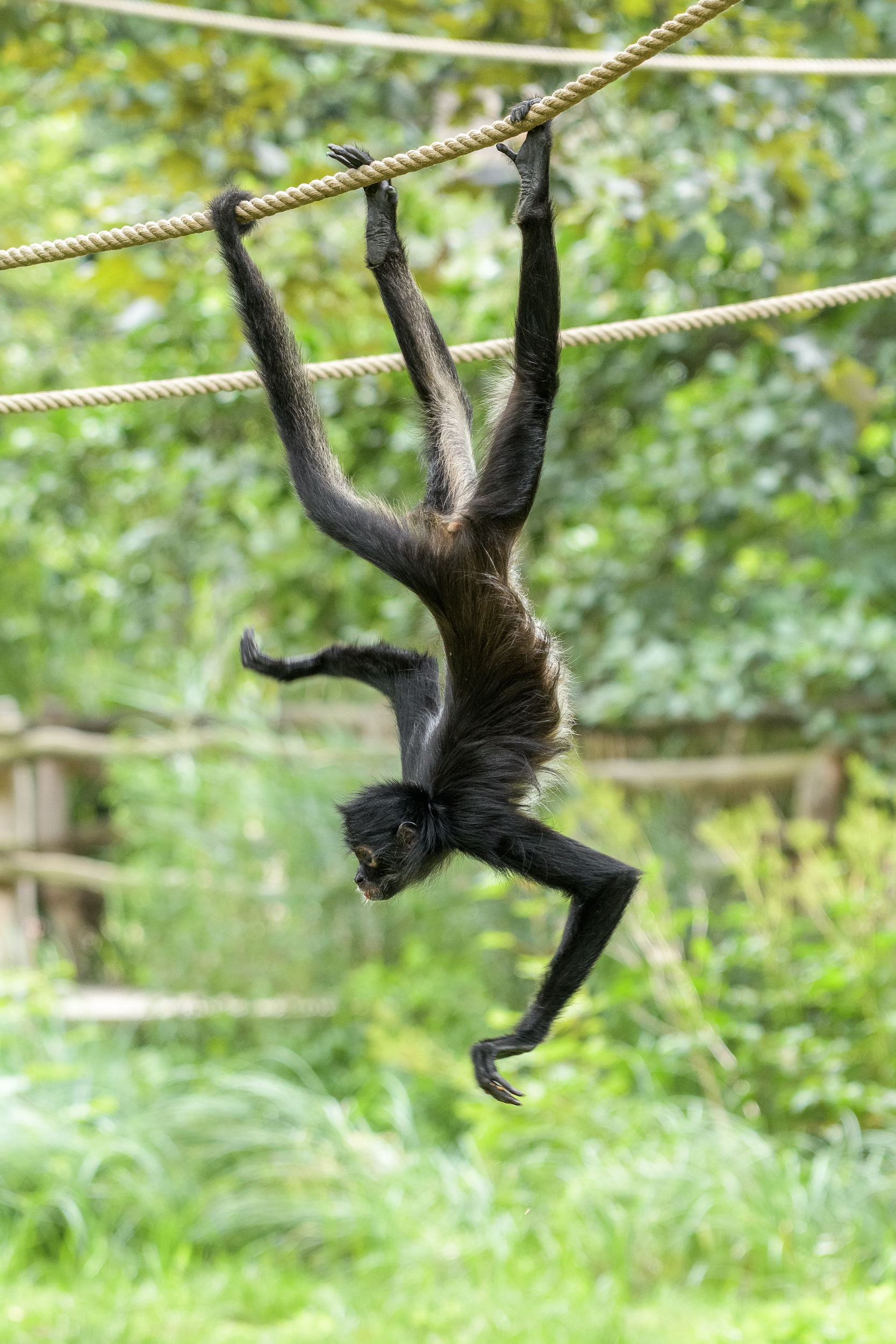
Chápan středoamerický mexický v Zoo Praha
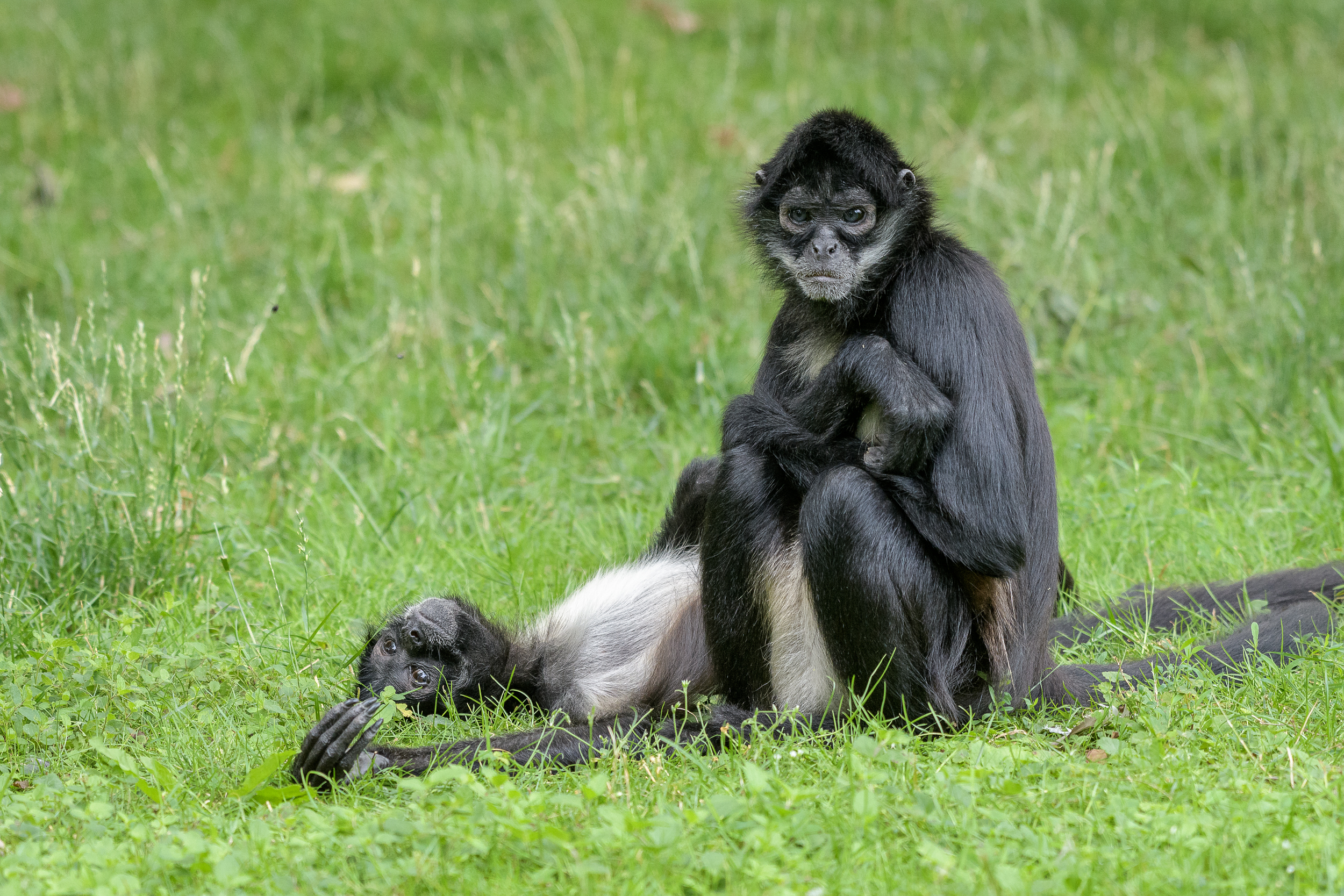
Chápan středoamerický mexický v Zoo Praha
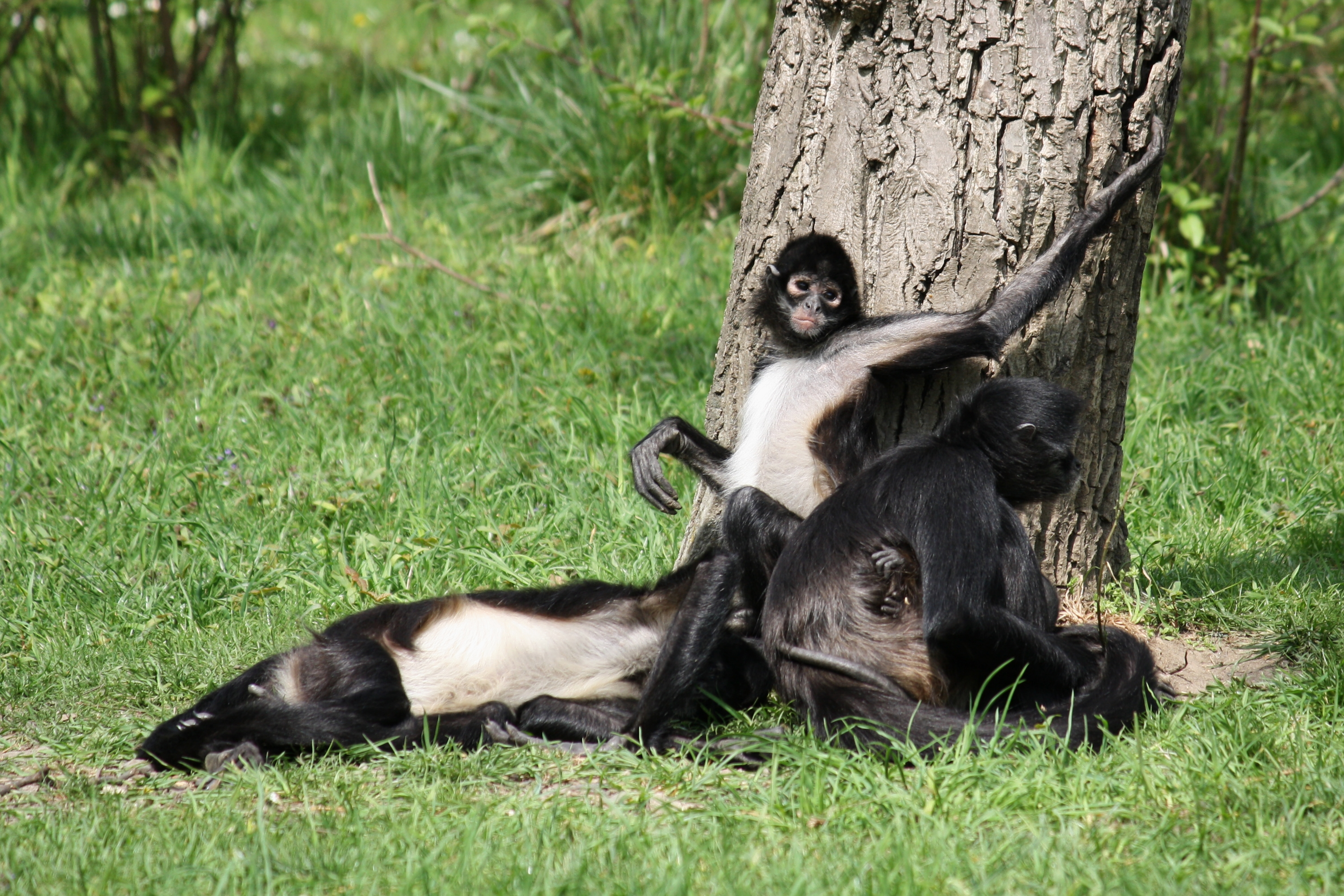
Chápan středoamerický mexický v Zoo Praha